# Nódulos de Bouchard

Artrosis - deformidades de las articulaciones de los dedos (nódulos de Heberden).

Los nódulos de Bouchard son una condición inflamatoria que se caracteriza por un sobrecrecimiento duro de aspecto quístico gelatinoso por hipertrofia ósea y formación de osteofitos. Se localizan principalmente en las articulaciones interfalángicas proximales de las manos. Los nódulos de Bouchard son equivalentes a los nódulos de Heberden (a nivel de articulaciones interfalángicas distales), variando solo en su ubicación, al considerarse signos clínicos de artrosis.
Epónimo nombrado por el patólogo francés Charles-Joseph Bouchard.